# 明地峠
明地峠（あけちだわ、あけちとうげ）は、岡山県新見市と鳥取県日野郡日野町との間に位置し、両県の県境となっている峠。標高690m。明智峠とも書く。

## 概要
- 後醍醐天皇やが隠岐に流罪になる際に通られたとされる。ただし四十曲峠にも同様の説がある。
- 現在は国道180号の明地トンネル（延長1130m）が貫通している。峠の前後区間は、岡山側はカーブが比較的緩やかであるが、鳥取側は急カーブ急勾配の連続区間である。そのため岡山側のトンネル直前には、「鳥取側　カーブ多し」の看板がある。
- 鳥取側には展望台があり、雄大な大山を望むことができる。
- 松竹映画「八つ墓村 (1977年の映画)」のロケ地。映画の前半に、萩原健一と小川眞由美が「八つ墓村」を展望するシーンで登場する。

## 通過する交通路
- 国道180号（明地トンネル）